# Тараклия (город)
Таракли́я (рум. Taraclia, болг. Тараклия) — город в южной части Молдавии, административный центр Тараклийского района, расположен на левом берегу реки Лунга (левый приток реки Ялпуг), которая протекает у его западной окраины.

## Население
По состоянию на 1 января 2016 года население города составляло 14 900 человек, из которых 6 965 мужчин (46,68 %) и 7 935 женщин (53,32 %). По сравнению с данными на 1 января 2009 года, общая численность населения снизилась на 136 человек (1,02 %).
Город Тараклия страдает от депопуляции — численность населения уменьшается за счёт естественной убыли и роста миграционного оттока, составляющего до 400 человек в год.

### Динамика численности населения
- 1877 — 3 029 жителей;
- 1989 — 14 851 житель;
- 2004 — 13 758 жителей[5];
- 2006 — 13 756 жителей;
- 2010 — 15 006 жителей;
- 2014 — 12 355 жителей;
- 2016 — 14 900 жителей[2].

### Этнический состав
- 1989 — 14 821 житель, из них: 11 116 (75,0 %) болгары;
- 2004 — 13 758 жителей, из них: 10 732 (78,0 %) болгары[6];
- 2016 — 14 900 жителей, из них: болгары — 81,0 %, гагаузы — 7,0 %, молдаване — 4,0 %, русские — 4,0 %, украинцы — 3,0 %[2].

## География и климат
Город Тараклия расположен в южной части Республики Молдова на Южно-Молдавской холмистой равнине, простирающейся на территории Преддобружской впадины. Высота над уровнем моря — 76 м. Со столицей Молдавии городом Кишинёвом Тараклия связана железнодорожной магистралью и автомобильными дорогами R38, E584. Расстояние от Тараклии до города Кишинёв — 151 км.
Климат
В регионе климат мягкий, умеренно-континентальный с умеренно жарким летом и умеренно мягкой ветреной зимой. Лето начинается в начале мая. Средняя температура составляет 20-25 °C, летом дожди редкие, но обильные. Весной и осенью температура колеблется между 18-26 °C, осадки более обильные, чем в летний период. Район подвергается сильному действию ветров, которые вызывают «пыльные бури». Сухие и жаркие ветры (суховеи) средней и большой интенсивности за тёплый период составляют 20-30 дней, а местами до 40 дней. Климат засушливый.
| Показатель                                                                     | Янв. | Фев. | Март | Апр. | Май  | Июнь | Июль | Авг. | Сен. | Окт. | Нояб. | Дек. | Год  |
| ------------------------------------------------------------------------------ | ---- | ---- | ---- | ---- | ---- | ---- | ---- | ---- | ---- | ---- | ----- | ---- | ---- |
| Средний суточный максимум, °C                                                  | 1,9  | 4,6  | 10,2 | 16,4 | 22,4 | 26,2 | 28,4 | 28,3 | 22,5 | 15,7 | 9,6   | 3,8  |      |
| Средняя температура, °C                                                        | −1,5 | 0,7  | 5,4  | 11,4 | 17,4 | 21,5 | 23,7 | 23,4 | 17,9 | 11,5 | 6,3   | 0,7  | 11,5 |
| Средний суточный минимум, °C                                                   | −4,8 | −3,1 | 0,7  | 6,0  | 11,7 | 16,2 | 18,5 | 18,1 | 13,2 | 7,4  | 3,2   | −2,2 |      |
| Норма осадков, мм                                                              | 37   | 29   | 38   | 46   | 51   | 62   | 50   | 39   | 42   | 41   | 38    | 40   | 513  |
| Средняя влажность, %                                                           | 81   | 75   | 68   | 63   | 59   | 58   | 56   | 54   | 61   | 70   | 79    | 80   | 67,0 |
| Источник: https://ru.climate-data.org/европа/молдова/тараклия/тараклия-744427/ |      |      |      |      |      |      |      |      |      |      |       |      |      |

Климатические риски
В последние десятилетия город находится под влиянием климатических изменений, зарегистрированных на региональном уровне. В самом теплом десятилетии, продолжавшемся с 2000 по 2010 год, когда среднегодовая температура в стране была +10.4 °C, в Тараклии этот показатель превысил на 0,2 °C прогнозируемую температуру до 2035 года.
Город расположен в зоне высоких среднегодовых температур, являющихся причиной длительных периодов засухи. Проливные дожди приводят к более интенсивной и непрерывной деградации почв. Таким образом, специалистами прогнозируется значительные изменения климата.

## Экономика
Основу экономики города составляет сельскохозяйственный сектор (25,3 %). В промышленном производстве занято 12 % городского населения. Вместе с этим, 56,3 % занятого населения работает в публичном секторе, что является очень высоким показателем, и демонстрирует низкую предпринимательскую активность в городе. Проблемой Тараклии остаётся безработица и трудовая миграция.

## Водные ресурсы
Поверхностные воды
Поверхностные воды города Тараклия представлены протекающей в 500—900 м от западной окраины города рекой Лунга и небольшой речкой Тараклийка (Гайдабул), протекающей через город и делящей его на южную и северную часть. Реки, протекающие через Тараклию, питаются за счёт местного стока. Ближайшими крупным водоёмом является Тараклийское водохранилище, расположенное в 3 км северо-западнее города. Поверхностные воды не могут использоваться для обеспечения жителей питьевой водой. Качество воды в реке Лунга и Тараклийском водохранилище отнесено Агентством окружающей среды к V классу (очень загрязнённые).
Подземные воды
Подземные воды в городе характеризуются превышением предельно допустимых концентраций по нитратам, сульфатам, фтору и бору. Вместе с этим, вода из подземных источников является единственно возможным вариантом водоснабжения населения. Подаётся при помощи артезианских скважин, шахтных колодцев. Население так же использует воду из родников.
Наиболее значительные запасы грунтовых вод в Тараклие сосредоточены в аллювиальных отложениях речных долин, в конусах выноса предгорных областей, а также в неглубоко залегающих массивах трещиноватых и закарстованных известняков. Истечение грунтовых вод на поверхность происходит в виде родников, однако здесь преобладают солёные грунтовые воды, среди которых пресные воды встречаются лишь на отдельных участках.

## Водоснабжение и водоотведение
По состоянию на 2016 год население города покрыто централизованным водоснабжением на 92 %. Питьевая вода подаётся в водопровод из 3 скважин. Кроме этого, население города может использовать в качестве источника питьевой воды 7 родников и шахтные колодцы из 86 имеющихся.
Покрытие территории города канализацией составляет 32 %, однако её состояние неудовлетворительное. Городские очистные сооружения неисправны и не подлежат реконструкции, промышленные и хозяйственные сточные воды сбрасываются в ближайшие водоёмы.

## История
Первые упоминания о Тараклии датированы 1813 годом, хотя первые переселенцы появились здесь ещё во время русско-турецкой войны 1806—1812 годов. С момента своего создания, поселение имело статус колонии, затем — посёлка и города. Тараклия является одним из старейших болгарских поселений XIX века в южной Бессарабии. Своё название город получил от бывшего ногайского селения, которое располагалось несколько южнее сегодняшнего расположения города.
В период переселения болгар в южную Бессарабию, который происходил с 1821 по 1854 годы, в городе Тараклия поселилось 2367 человек. К концу века население города достигло 6404 человека. Получив права колонистов, они строили дома, растили хлеб и детей, пользуясь несколько десятилетий льготами, предоставленными им правительством царской России. В начале XX века новый импульс развитию Тараклии придало строительство железной дороги Бендеры — Рени. Город стал региональным торговым центром, в нём действовали больница, почта и телеграф.

## Образование
В городе открыто 3 учреждения дошкольного образования, 2 гимназии и 2 теоретических лицея. С 1 октября 2004 г. создан Тараклийский государственный университет имени Григория Цамблака.

## Известные уроженцы
- Панов, Олимпий (1852—1887) — болгарский военный деятель.
- Нестерводский Василий Антонович (1882—1977) — выдающийся учёный в области пчеловодства.

## Факты
Населён преимущественно болгарами (78,0 %). С 2011 по 2016 год примаром Тараклии был Сергей Филипов, ратующий за придание Тараклийскому району статуса болгарской национально-культурной автономии и намеревающийся поставить вопрос о присоединении района к соседней АР Гагаузия.